# نصير فليح
نصير فليح (مواليد سنة 1962 ببغداد) هو شاعر ومترجم عراقي. ترجم العديد من الأعمال الأدبية والفلسفية.

## مسيرته
وُلد فليح سنة 1962 في بغداد، حصل على بكالوريوس هندسة معمارية عام 1986. كان لاعبا للمنتخب العراقي للشطرنج بين سنتي 1982 و1992، وهو عضو اتحاد الادباء العراقيين.

## أعماله[2]

### كتب
- 1998: دائرة المزولة (شعر)
- 2007: اشارات مقترحة (شعر)
- 2008: الوجود هنا (شعر)
- 2009: أماكنّهار (شعر)
- 2010: الأعمال الشعرية (1996 - 2009)، الدار العربية للعلوم ناشرون ومنشورات الاختلاف
- 2012: أيام الشاطئ: مختارات من الشعر الأميركي الجديد للفترة من 1980-2010
- 2012: إميلي ديكنسون؛ مختارات شعرية وقراءات نقدية

### ترجمات
- 2012: لويس بورخيس: 60 قصيدة
- 2016: العالم كتصور، لأرتور شوبنهاور
- 2016: الأكمة والحجر (مختارات شعرية لكل من «روبرت فروست» و«لانغستن هيوز» و«والاس ستيفنز»)
- 2016: الفلسفات الآسيوية، لجون م. كولر
- 2018: ميراث الغائب - قراءة في الحوار الصحفي الأخير مع جاك دريدا وأبرز الفلسفات المعاصرة المناهضة للتفكيكية
- 2018: كيركجارد فيلسوف الإيمان في زمن العقل، لباترك غاردنر
- 2019: هل أفضل أيام البشر قادمة؟ (مجموعة مؤلفين)